# Membres de The Cure
Cette page détaille les changements de personnel au sein du groupe The Cure.

## Période avant The Cure (1976 - 1978)

### Malice
| Période                      | Formation | Remarques |
| ---------------------------- | --- | --- |
| Janvier 1976 - avril 1976    | - Robert Smith - guitare - Mark Ceccagno - guitare - Michael Dempsey - basse - "Graham" - batterie - "Le frère de Graham" - chant | Le prénom du chanteur et le nom de famille de son frère, à la batterie, n'apparaissent dans aucune biographie. |
| Avril 1976 - octobre 1976    | - Robert Smith - guitare - Mark Ceccagno - guitare - Michael Dempsey - basse - Lol Tolhurst - batterie - Martin Creasy - chant    | |
| Octobre 1976 - décembre 1976 | - Robert Smith - guitare - Porl Thompson - guitare - Michael Dempsey - basse - Lol Tolhurst - batterie - Martin Creasy - chant    | |

### Easy Cure
| Période                     | Formation | Remarques                                                      |
| --------------------------- | --- | -------------------------------------------------------------- |
| Janvier 1977 - avril 1977   | - Robert Smith - guitare - Porl Thompson - guitare - Michael Dempsey - basse - Lol Tolhurst - batterie - Gary X - chant        | Le dénommé "Gary X" ne fait qu'un passage éclair en mars 1977. |
| Avril 1977 - septembre 1977 | - Robert Smith - guitare - Porl Thompson - guitare - Michael Dempsey - basse - Lol Tolhurst - batterie - Peter O'Toole - chant |                                                                |
| Septembre 1977 - mai 1978   | - Robert Smith - chant, guitare - Porl Thompson - guitare - Michael Dempsey - basse - Lol Tolhurst - batterie                  | Robert Smith assure désormais le chant.                        |

## The Cure

### Membres officiels
| Période                        | Formation | Albums enregistrés                             | Vidéos enregistrées en concert     | Remarques |
| ------------------------------ | --- | ---------------------------------------------- | ---------------------------------- | --- |
| Mai 1978 - novembre 1979       | - Robert Smith - chant, guitare - Michael Dempsey - basse - Lol Tolhurst - batterie                                                                                           | Three Imaginary Boys                           |                                    | Première formation en trio après le départ de Porl Thompson. |
| Novembre 1979 - août 1980      | - Robert Smith - chant, guitare - Simon Gallup - basse - Lol Tolhurst - batterie - Matthieu Hartley - claviers                                                                | Seventeen Seconds                              |                                    | |
| Août 1980 - juin 1982          | - Robert Smith - chant, guitare, claviers - Simon Gallup - basse - Lol Tolhurst - batterie                                                                                    | Faith Pornography                              |                                    | |
| Juin 1982 - avril 1983         | - Robert Smith - chant, guitare, basse - Lol Tolhurst - claviers, boîte à rythmes                                                                                             |                                                |                                    | Après le départ de Gallup, période de transition où le groupe semble dissout. Enregistrement des singles Let's Go to Bed et The Walk |
| Avril 1983 - fin 1983          | - Robert Smith - chant, guitare - Lol Tolhurst - claviers - Phil Thornalley - basse - Andy Anderson - batterie                                                                |                                                |                                    | Enregistrement du single The Lovecats |
| Fin 1983 - avril 1984          | - Robert Smith - chant, guitare, basse, instruments divers - Lol Tolhurst - claviers - Andy Anderson - batterie - Porl Thompson - saxophone                                   | The Top                                        |                                    | Thornalley quitte provisoirement le groupe. Porl Thompson ne joue que sur un seul morceau de l'album The Top. |
| Avril 1984 - octobre 1984      | - Robert Smith - chant, guitare - Lol Tolhurst - claviers - Porl Thompson - guitare, claviers, saxophone - Phil Thornalley - basse - Andy Anderson - batterie                 | Concert: The Cure Live                         | Live in Japan                      | Retour de Thornalley pour la tournée mondiale. |
| Novembre 1984 - février 1985   | - Robert Smith - chant, guitare - Lol Tolhurst - claviers - Porl Thompson - guitare, claviers, saxophone - Phil Thornalley - basse - Boris Williams - batterie                |                                                |                                    | Cette formation se produit lors des derniers concerts de la tournée mondiale. |
| Février 1985 - mai 1987        | - Robert Smith - chant, guitare - Lol Tolhurst - claviers - Porl Thompson - guitare, claviers - Simon Gallup - basse - Boris Williams - batterie                              | The Head on the Door Kiss Me, Kiss Me, Kiss Me | The Cure in Orange                 | Retour de Simon Gallup à la basse. |
| Mai 1987 - février 1989        | - Robert Smith - chant, guitare - Lol Tolhurst - claviers - Roger O'Donnell - claviers - Porl Thompson - guitare, claviers - Simon Gallup - basse - Boris Williams - batterie | Disintegration                                 |                                    | |
| Février 1989 - début 1990      | - Robert Smith - chant, guitare - Roger O'Donnell - claviers - Porl Thompson - guitare, claviers - Simon Gallup - basse - Boris Williams - batterie                           | Entreat                                        |                                    | |
| Début 1990 - mai 1990          | - Robert Smith - chant, guitare - Porl Thompson - guitare, claviers - Simon Gallup - basse - Boris Williams - batterie                                                        |                                                |                                    | Enregistrement du single Never Enough |
| Mai 1990 - décembre 1992       | - Robert Smith - chant, guitare - Porl Thompson - guitare, claviers - Perry Bamonte - claviers, guitare - Simon Gallup - basse - Boris Williams - batterie                    | Wish Show Paris                                | Show                               | |
| Décembre 1992 - été 1994       | - Robert Smith - chant, guitare - Perry Bamonte - guitare, claviers - Simon Gallup - basse - Boris Williams - batterie                                                        |                                                |                                    | Enregistrement des titres Burn sur la bande originale du film The Crow et Purple Haze pour Stone Free: A Tribute to Jimi Hendrix. Cette formation ne donnera qu'un seul concert le 13 juin 1993 à Londres.                                             |
| Eté 1994 - début 1995          | - Robert Smith - chant, guitare - Perry Bamonte - guitare, claviers - Simon Gallup - basse                                                                                    |                                                |                                    | Période de transition. Recherche d'un nouveau batteur. |
| Début 1995 - mai 2005          | - Robert Smith - chant, guitare - Perry Bamonte - guitare, claviers - Roger O'Donnell - claviers - Simon Gallup - basse - Jason Cooper - batterie                             | Wild Mood Swings Bloodflowers The Cure         | Trilogy                            | Retour de Roger O'Donnell. Formation la plus stable dans le temps (10 ans). |
| Mai 2005 - juin 2005           | - Robert Smith - chant, guitare, claviers - Simon Gallup - basse - Jason Cooper - batterie                                                                                    |                                                |                                    | Enregistrement du titre Love de J.Lennon pour Instant Karma: The Amnesty International Campaign To Save Darfur et des nouvelles versions des chansons Three Imaginary Boys, Seventeen Seconds, Faith et Pornography figurant sur la compilation 4Play. |
| Juin 2005 - mi-2009            | - Robert Smith - chant, guitare - Porl Thompson - guitare - Simon Gallup - basse - Jason Cooper - batterie                                                                    | 4:13 Dream                                     | Festival 2005                      | Retour de Porl Thompson. |
| Mi-2009 - mai/juin 2011        | - Robert Smith - chant, guitare, claviers - Simon Gallup - basse - Jason Cooper - batterie                                                                                    |                                                |                                    | Porl Thompson quitte The Cure en 2009 sans que son départ soit annoncé à ce moment-là. Son dernier concert avec le groupe est le 19 avril 2009. La formation reste inactive jusqu'en 2011.                                                             |
| Mai/juin 2011 et novembre 2011 | - Robert Smith - chant, guitare - Roger O'Donnell - claviers - Lol Tolhurst - claviers, percussions - Simon Gallup - basse - Jason Cooper - batterie                          |                                                |                                    | Formation exceptionnelle lors des concerts donnés à Sydney les 31 mai et 1er juin 2011, puis lors des sept concerts Reflections en novembre. |
| Septembre 2011 - mai 2012      | - Robert Smith - chant, guitare - Roger O'Donnell - claviers - Simon Gallup - basse - Jason Cooper - batterie                                                                 | Bestival Live 2011                             |                                    | Réintégration officielle de Roger O'Donnell. |
| Mai 2012 - Octobre 2022        | - Robert Smith - chant, guitare - Roger O'Donnell - claviers - Reeves Gabrels - guitare - Simon Gallup - basse - Jason Cooper - batterie                                      | Songs of a Lost World Mixes of a Lost World    | 40 Live: Curætion-25 + Anniversary | |
| Depuis Octobre 2022            | - Robert Smith - chant, guitare - Roger O'Donnell - claviers - Reeves Gabrels - guitare - Perry Bamonte - guitare, claviers - Simon Gallup - basse - Jason Cooper - batterie  | Songs of a Live World: Troxy London MMXXIV     |                                    | |

### Chronologie
Graphique à barre indiquant la répartition des membres du groupe de 1978 à juin 2024 (Illustration du tableau ci-dessus)

### Musiciens invités ou additionnels
Liste des musiciens invités sur scène ou sur disque (par ordre alphabétique) :
- Andrew Brennen : saxophone sur les titres Hey You !!! et Icing Sugar de l'album Kiss Me, Kiss Me, Kiss Me (1987).
- Caroline Crawley : chœurs sur Halo, face B du single Friday I'm in Love (1992).
- Vince Ely : batterie sur une dizaine de concerts, entre octobre et novembre 1984, en remplacement d'Andy Anderson et juste avant l'arrivée de Boris Williams[3].
- Norman Fisher-Jones, alias Noko : basse lors d'un concert à Munich le 30 janvier 1984[4] et pour le mini concert télévisé Oxford Road Show en février 1984[5].
- Reeves Gabrels : guitare sur le single Wrong Number (1997) et invité sur scène en octobre 1997 à Los Angeles[6]. Gabrels devient membre de The Cure en 2012.
- Eden Gallup : remplace son père Simon Gallup à la basse lors de deux concerts en juillet et en octobre 2019[7],[8].
- Steve Goulding : batterie sur le single Let's Go to Bed (1982).
- Ron Howe : saxophone sur la chanson A Night Like This de l'album The Head on the Door (1985).
- Wayne Hussey : guitare et chant pendant le dernier rappel du concert du 11 août 1996 à Inglewood (Californie), en remplacement de Robert Smith[9] et guitare en invité sur deux titres lors du concert du 28 octobre 1997 à Los Angeles[10],[6].
- Milla Jovovich : chœurs sur Underneath The Stars (Renholder Remix) dans la bande originale du film Underworld : Le Soulèvement des Lycans (2009).
- Maynard James Keenan : chœurs sur Underneath The Stars (Renholder Remix) avec Milla Jovovich.
- James McCartney : claviers et chœurs sur Hello, Goodbye , reprise des Beatles sur l'album hommage The Art of McCartney (2014)[11].
- Steven Severin : basse sur la première version du titre Lament (1982) et sur le titre Siamese Twins lors du Riverside Ballet[12].
- Siouxsie Sioux : chœurs sur I'm Cold, face B du single Jumping Someone Else's Train (1979).
- Roberto Soave : basse durant le Wish Tour en novembre 1992. Remplace provisoirement Simon Gallup atteint d'une pleurésie[13].
- Samantha Sprackling, alias Saffron : chant sur le single Just Say Yes (2001).
- Derek Thompson : basse lors du Oxford Road Show (1983)[14].
- Porl Thompson (ex membre du groupe) : guitare sur Why Can't I Be Me ? et Your God is Fear, faces B des singles Taking Off et alt.end (2004).
- The Venomettes (Anne Stephenson et Virginia Hewes) : violons sur le titre Siamese Twins lors du Riverside Ballet en 1983[12].
- Kate Wilkinson : violon sur To Wish Impossible Things de l'album Wish (1992).
- Boris Williams (ex membre du groupe) : percussions sur Acoustic Hits, disque bonus du Greatest Hits (2001).
- Une quinzaine de musiciens participent à l'album Wild Mood Swings (1996), voir la page consacrée au disque.